# سمخ

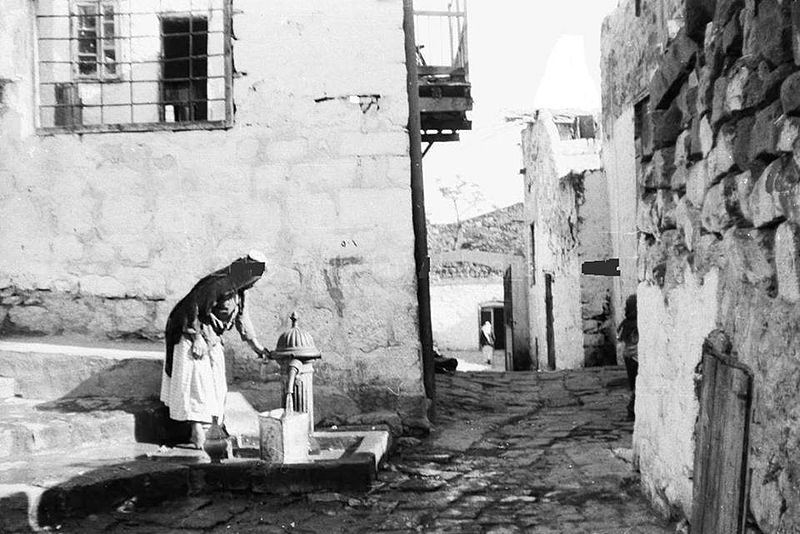
صورة للقرية قبل النكبة سنة 1931

كانت سمخ بلدة فلسطينية تبعد 10 كيلومتر جنوب شرق مدينة طبريا. وكانت تقع عند أقصى الشاطئ الجنوبي لبحيرة طبريا. كما كانت أكبر قرى قضاء طبريا من حيث المساحة وعدد السكان. تم إحتلال بلدة سمخ من قبل القوات اليهودية وسقطت بعد اشتباكات عنيفة مع المقاومة الفلسطينية والقوات السورية في أيار عام 1948 - وتم ترحيل جميع أهلها البالغ عددهم 8500 نسمة.
وتعني سمخ - الزرع: طلع أولا
-«زرع حسن السمخة»: أي حسن النوع والطلعة.
كانت القرية تسمى كفار سماح في عهد الكنعانيين وأصبحت تسمى سمخ في عهد الدولة العثمانية وبعد الاحتلال الإسرائيلي سُميت مسادا. تقع في رقعة مستوية من غور الأردن عند أقصى الشاطئ الجنوبي لبحيرة طبريا، وكانت سمخ كبرى القرى في قضاء طبرية، من حيث المساحة وعدد السكان وتبلغ مساحتها 18611 دونم.

## المواصلات
بني خط حديد الحجازي خلال فترة الحكم العثماني عام 1903 وكان يمر عبر بلدة سمخ. كانت سمخ إلى ما قبل مد الخط الحديدي بين درعا وحيفا قرية صغيرة وفقيرة، إلاّ أنّ هذا الخط غيّر وجه هذه القرية، حيث ارتفع عدد سكانها ليصل إلى 3500 نسمة في إحصاء 1944-1945. وأخذ سكان البلدة يعتمدون في حياتهم ومعيشتهم على العمل في مصلحة القطارات والمرافق الخدمية التابعة أو المكملة بالإضافة إلى اعتمادهم على الفلاحة والزراعة.
كانت نقطة الحدود والعبور بين فلسطين وسوريا عند هذه المحطة. وتم التنسيق والاتفاق بين سلطات الانتداب البريطاني والفرنسي على جعل هذه المحطة نقطة حدودية بدلاً من نقطة الحدود التي تبعُد 8 كيلومترات عن جسر أم بطنا على نهر اليرموك. ولكن لصعوبة إقامة النقطة الحدودية هناك، تم إبرام الاتفاق السابق. 

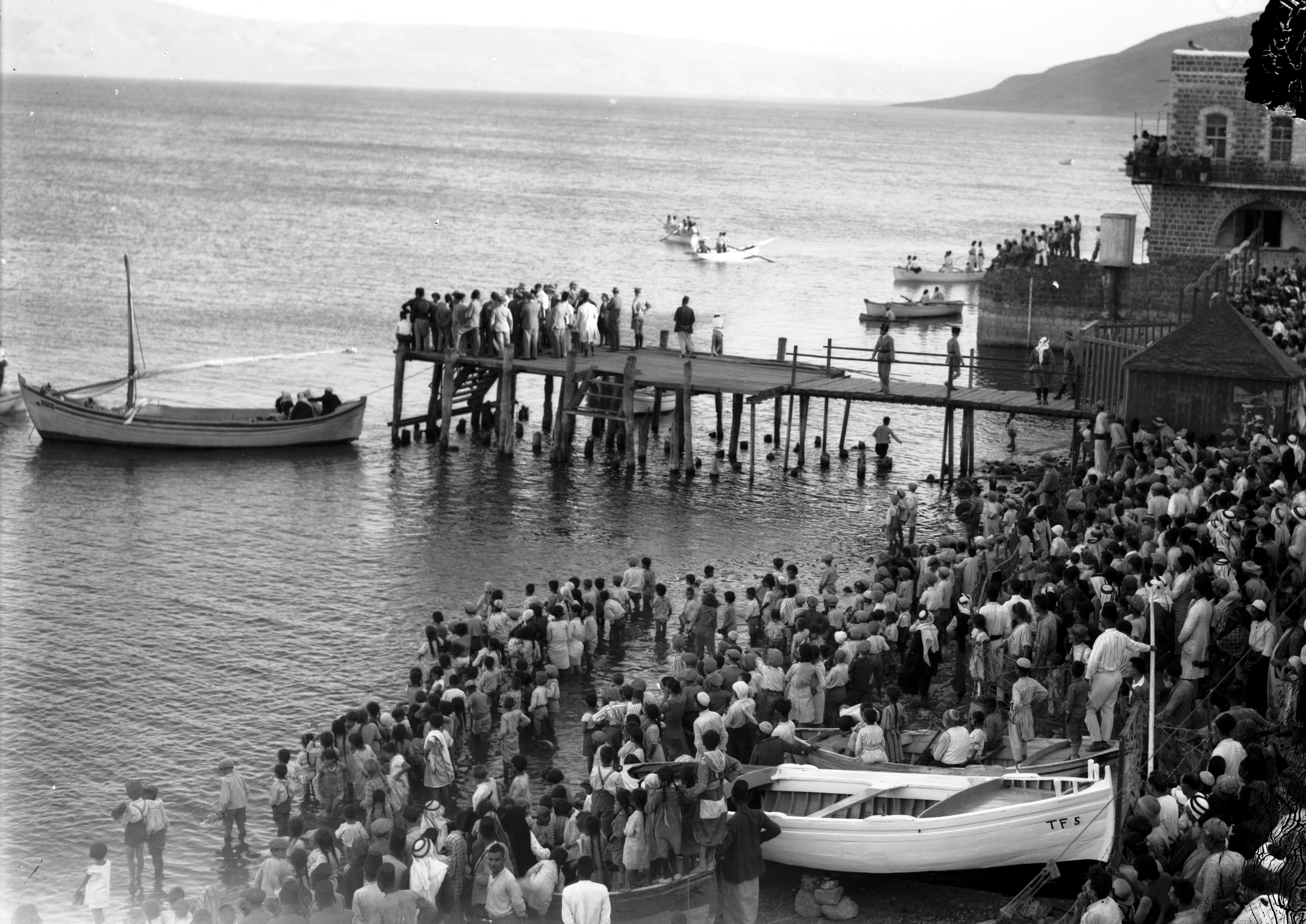
تجمع أهالي بلدة سمخ لمشاهدة هبوط أول طائرة مائية في بحيرة طبرية في المدرج المائي المخصص لها في سمخ

وأقامت سلطات الانتداب البريطانية في هذه المحطة نقطة جمارك، وبريد وقاعدة عسكرية بريطانية. وكانت السلطات التركية في العام 1906 قد بنت رصيفًا عند شاطئ بحيرة طبريا الجنوبي ربط بين محطة قطار سمخ وبين مدينة طبريا ومنطقة الطابغة شمالي البحيرة. وتم تشغيل بواخر سياحية لنقل السياح المسيحيين إلى الأماكن المقدسة في أنحاء بحيرة طبريا. واستخدم هؤلاء السياح القطار من حيفا إلى سمخ ثم إلى مدينة طبريا فالطابغة. وكانت الدولة العثمانية وبالتعاون والمساعدة الألمانية قد أقامت مهبطًا للطائرات في سمخ اعتبر الأول في فلسطين. وقامت حكومة الانتداب بتطوير هذا المهبط ليتيح هبوط طائرات متوسطة الحجم. واستعمل هذا المهبط للطائرات المُقلعة من حيفا باتجاه بغداد وكراتشي في فترة الانتداب البريطاني. بالإضافة إلى استخدامه للسياحة الوافدة إلى بحيرة طبريا، وبهذا فإن قرية سمخ هي القرية الفلسطينية الوحيدة التي تم توفير وسائل نقل متعددة فيها: طرقات برية، نقل بحري، وسكة حديد ومطار. كان المسؤول عن السكة الحديدية في سمخ الشاويش (أحمد ياسين) وأطلق على عائلته لقب الشاويش بعدها.

## التعليم والعمل
وكان في سمخ مدرستان إحداهما للبنين والأخرى للبنات انشئتا خلال العهد العثماني ومن الجدير ذكره أن آخر مدير للمدرسة في سمخ كان القاضي فلاح الماضي أمين السر وعضو اللجنة التنفيذية الأولى لمنظمة التحرير الفلسطينية عام 1964. وكان سكان البلدة يعتمدون في تحصيل رزقهم على الزراعة والتجارة، وأهم محاصيلهم الموز والتمر والحمضيات والحبوب. وقد استغل السكان موقع قريتهم المميز، فتخصصوا بعدد من المهن والحرف منها صيد السمك.

## البلدية
أًنشأ في سمخ مجلس بلدية لإدارة شؤونها في عام 1923 وفاز بانتخابات رئاسة مجلس البلدية سليم الترعاني ومن بعده فاز ابنه يوسف سليم الترعاني وبقي رئيسا للبلدية حتى سقوط البلدة في العام 1948.

## أعيان القرية
ومن شخصيات قرية سمخ ورموزها الشيخ سليمان الترعاني أبو محمود مختار البلدة وابنه محمود سليمان الترعاني الذي كان عضوا في اللجنة القومية التابعة للهيئة العربية العليا والذي اعتقل وبقي في سجون إسرائيل 6 سنوات، بالإضافة إلى الشيخ مصطفى يخلف ووالشيخ محمود درويش الشواهين ومصطفى سليمان الترعاني وسليم العيد وعيسى أبو زيد وحسن الداموني وغيرهم.

## معركة سمخ
شهدت منطقة سمخ في نهاية أيلول عام 1918 (أي في نهاية الحرب العالمية الأولى) معركة ضارية بين الإنكليز والجيش التركي. وكان الألمان قد أمروا حلفائهم الأتراك بالتمسك الشديد والحازم بموقع سمخ لأهميته الاستراتيجية. فسمخ مفتاح طريق طبريا ودمشق. وكانت المعركة الفاصلة بين الطرفين من بناية لبناية في محطة القطار إلى أن حُسمت بهزيمة الاتراك. وانتشرت مباني المحطة على طول 300م. واحتوت على برج للماء ومبنى الإدارة والمسافرين ومخازن متفرقة.
في سنة 1937، أنشئت مستعمرتا مساده وشاعر هغولا جنوبي شرقي موقع القرية، واتسعتا لتبلغا أراضي البلدة. وفي سنة 1949 بنيت مستعمرة معغان في موقع البلدة.
لم يبقَ من معالم سمخ إلا أنقاض محطة قطار سكة الحديد وخزان مياه. وقد أنشأ سكان مستعمرة دغانيا ألف مكان البلدة منتزهاً للسياح، ومحطة للوقود، ومصنعاً. بعد الاستيلاء على طبرية في 18 نيسان / أبريل 1948 احتل مركز الشرطة سمخ يوم 28 وتم تهجير جميع سكان سمخ. استردت سمخ من الإسرائيليين على يد القوات السورية في الشهر اللاحق ولمدة وجيزة بعد معركة وادي كيناروت. إلا أن القوات الإسرائيلية عادت وأطلقت نيرانها على القوات السورية المرابطة قرب سمخ، فدخلت وحدات من لواء جولاني البلدة مرة ثانية صباح 21 أيار من ذات العام وبقيت تحت سيطرتهم حتى هذا اليوم.

## أعلام سمخ في الشتات
- فواز عيد شاعر
- فايز قنديل إعلامي وإذاعي
- محمود مفلح شاعر وأديب
- صالح هواري شاعر
- يحيى يخلف كاتب وروائي وسياسي ووزيرا سابقا

## وصلات خارجية
- سمخ ترحب بكم